# Gerhard Pohl
Pour les articles homonymes, voir Pohl.
Gerhard Pohl, né le 16 août 1937 à Guben (Brandebourg, Allemagne) et mort le 30 mai 2012 à Schwielochsee (Brandebourg, Allemagne), est un homme politique est-allemand. Il est brièvement ministre de l'Économie en 1990, peu avant la réunification.

## Biographie
Gerhard Pohl obtient un diplôme d'ingénieur économique à l'université technique de Dresde. Il est député à la Chambre du peuple entre 1981 et 1990.